# Leucocarbo stewarti
El cormorán de la Stewart (Leucocarbo stewarti) es una especie de ave suliforme de la familia Phalacrocoracidae nativa de la isla Stewart y la región del estrecho de Foveaux, en el sur de Nueva Zelanda. Anteriormente se consideraba conespecífico del cormorán de Otago, pero ahora se clasifican como especies separadas.

## Taxonomía

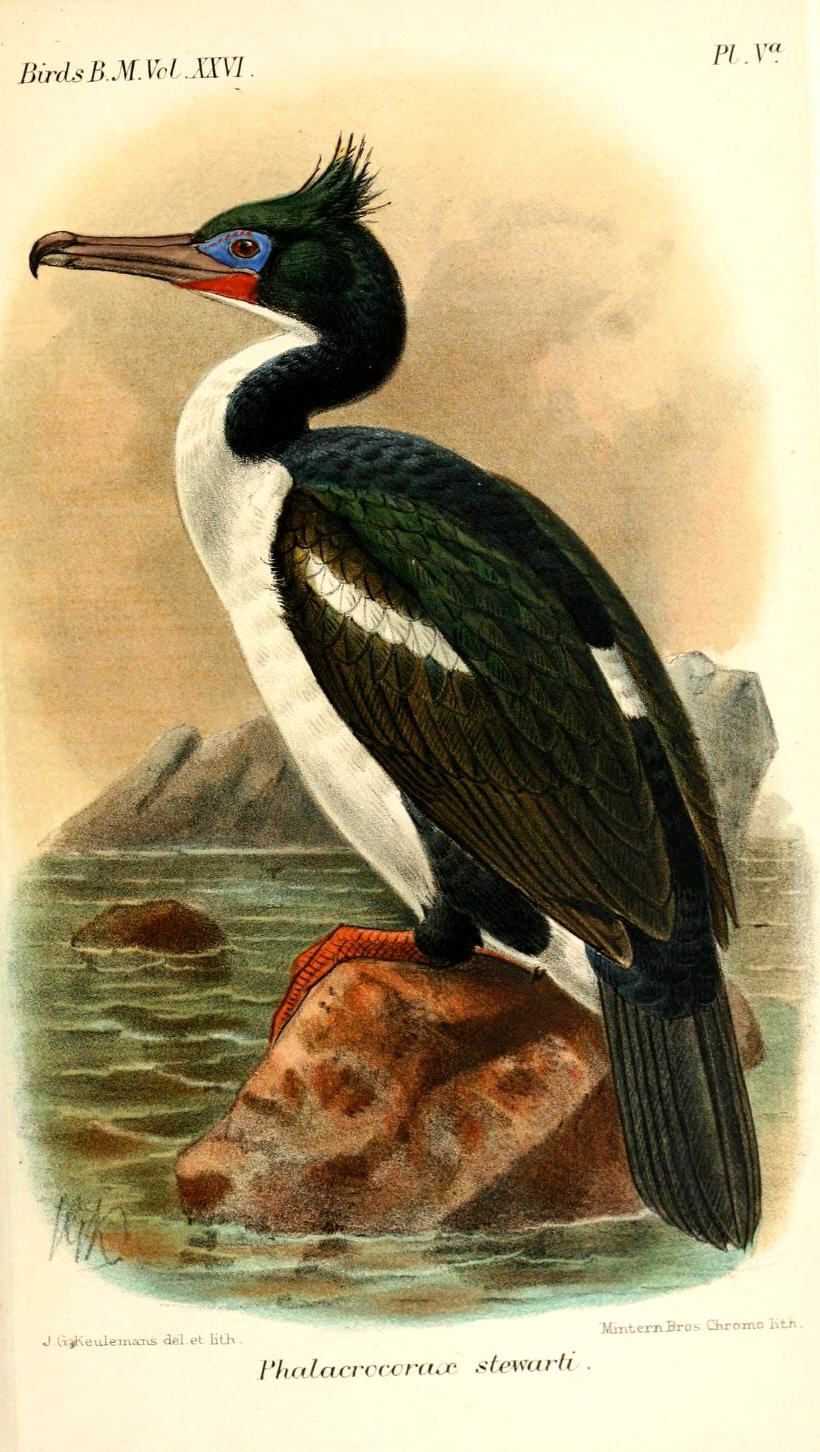
Ilustración de Keulemans.

Hasta 2016 los cormoranes de la Stewart se consideraban conespecíficos de los cormoranes de Otago (L. chalconotus). Los análisis de ADN mitocondrial indicaron que los cormoranes de Otago en realidad están más cercanamente emparentados con los cormoranes de las Chatham shag (Leucocarbo onslowi), y las diferencias osteológicas, morfológicas y de comportamiento, además de las genéticas, apoyaron el reconocimiento de los cormoranes de la Stewart como una especie separada, L. stewarti. Los cormoranes de la Steward y de Otago probablemente se separaron cuando los niveles del mar estuvieron más bajos en el Pleistoceno, y las islas Chatham fueron colonizadas por cormoranes procedentes de Otago.

## Descripción

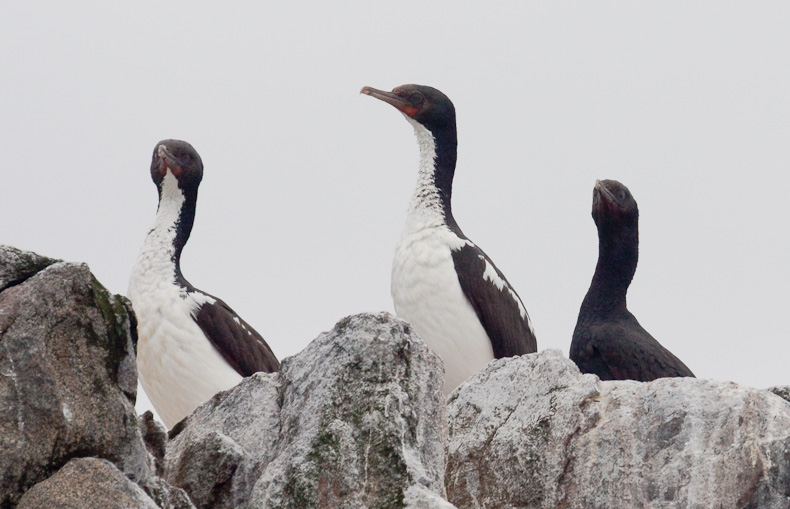
Existen ejemplares con plumame blanco y negro, y solo negro.

La especie es dimorfa, con dos tipos de plumajes. Aproximadamente la mitad de los individuos son píos, con plumas negruzcas y blancas, mientras que el resto de la población son totalmente negruzcos. Los dos fases se cruzan. Los cormoranes de la Stewart son aves grandes que miden unos 68 cm de largo y pesa entre 1,8–2,9 kg, aunque ligeramente más pequeños que los cormoranes de Otago.
Los cormoranes de la Stewart pueden diferenciarse de los de Otago por su ornamentación facial en la época de cría. Los cormoranes de la Stewart tienen papilas de color naranja oscuro en su rostro, mientras que los cormoranes de Otago tienen tanto papilas como pequeñas carúnculas faciales de color naranja intenso por encima de la base del pico.

## Distribución y conservación

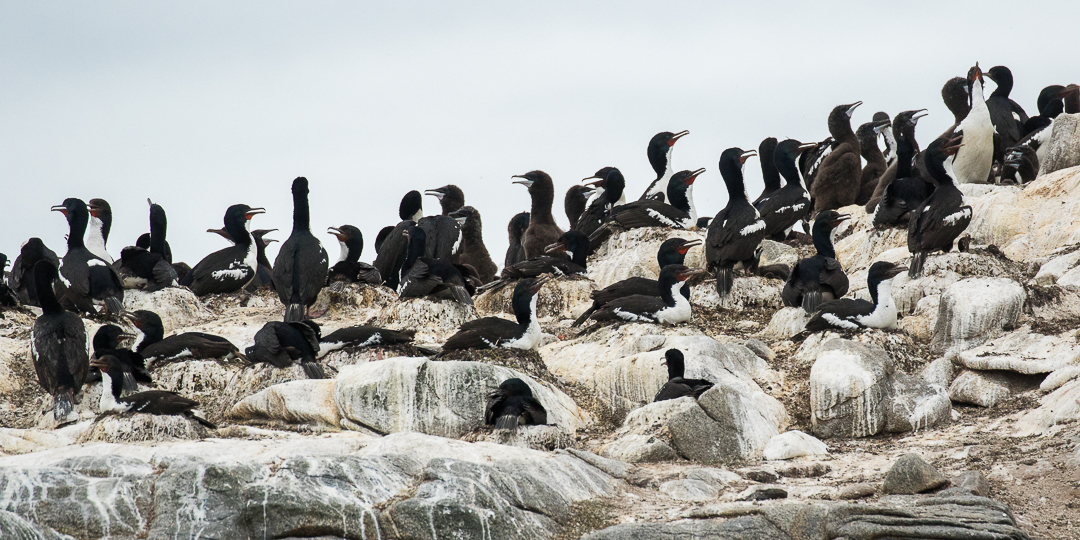
Crían en grandes colonias.

Los cormoranes de la Stewart están restringidos en la isla Stewart y la zona del estrecho de Foveaux (islotes y costa meridional de la isla Sur de Nueva Zelanda, tanto en la actualidad como histórica y prehistoricamente, según los espécimes de museo, los restos arqueológicos y huesos subfósiles. Raramente se encuentran restos de estos cormoranes en las playas de Otago. Crían colonialmente en islas y acantilados marinos, de septiembre en adelante. Construyen nidos en forma de túmulo con la parte superior cóncava con material orgánico, barro y guano. Las colonias son muy grandes y visibles, y se usan año tras año. Se alimentan en aguas costeras de menos de 30 metros de profundidad, y raramente se avistan en mar abierto o tierra adentro.
Quedan menos de 2500 individuos de cormorán de la Stewart. Su población parece estable y mantiene la mayoría de su diversidad genética, en comparación con el cormorán de Otago que está en declive. Al cormorán de la Stewart le va mejor que a su congénere el cormorán de Otago porque anida en islas costeras inaccesibles. Sin embargo, la población de ambas especies es pequeña y vulnerable a la extinción y necesitan medidas de conservación.